# Shock'n Y'all
Shock'n Y'all è l'ottavo album in studio del cantante country statunitense Toby Keith, pubblicato nel 2003.
Con 4 milioni di copie, è uno dei dischi più venduti del 2004 negli Stati Uniti.

## Tracce
1. I Love This Bar – 5:35
2. Whiskey Girl – 3:59
3. American Soldier – 4:23
4. If I Was Jesus – 3:44
5. Time for Me to Ride – 5:22
6. Sweet – 3:06
7. Don't Leave, I Think I Love You – 3:46
8. Nights I Can't Remember, Friends I'll Never Forget – 4:00
9. Baddest Boots – 4:23
10. The Critic – 4:02

Tracce bonus
1. The Taliban Song - 3:58
2. Weed with Willie - 4:03

## Classifiche
| Classifica (2004) | Posizione raggiunta |
| ----------------- | ------------------- |
| Stati Uniti       | 1                   |